# Andrés García de Quiñones

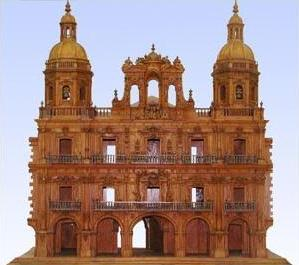
Maqueta en madera del Ayuntamiento de Salamanca según el proyecto de los arquitectos Juan García Berruguilla y Andrés García de Quiñones.

Andrés García de Quiñones (Santiago de Compostela, 9 de agosto de 1709-Salamanca, 15 de noviembre de 1784) fue un destacado arquitecto y escultor español, conocido por su contribución al estilo barroco en la ciudad de Salamanca durante el siglo XVIII. Su obra consolidó la identidad arquitectónica de la ciudad, y su legado en el urbanismo de Salamanca es particularmente relevante en la Plaza Mayor y otras edificaciones religiosas y civiles.

## Trayectoria profesional
Andrés García de Quiñones desarrolló gran parte de su carrera en Salamanca, consolidando el estilo barroco en la ciudad. Su obra más reconocida es la conclusión de la Plaza Mayor y las Casas Consistoriales, finalizadas en 1755, cuya construcción inicial estuvo a cargo de Alberto de Churriguera. García de Quiñones aportó al diseño de la plaza medallones con personajes históricos y detalles ornamentales de estilo rococó en los pabellones, dándole un carácter monumental y simétrico. Entre estos destacan el Pabellón Real, con efigies de reyes españoles, el Pabellón de San Martín con héroes militares, y el Pabellón de Petrineros, que alberga figuras de personalidades culturales. Originalmente, se proyectaron dos torres en el pabellón del Ayuntamiento, aunque no se construyeron por problemas estructurales.
En 1777, diseñó la portada del convento de las Úrsulas y contribuyó a la renovación de la iglesia de La Clerecía, donde también realizó varios retablos y completó las torres y la espadaña. En 1768, dirigió la renovación del Colegio de la Magdalena, un proyecto ambicioso que fue destruido durante la ocupación napoleónica en 1810-11. También diseñó la casa Rectoral, ahora Casa-museo de Unamuno, ubicada en la calle Libreros junto a las Escuelas Mayores de la Universidad.
La influencia de García de Quiñones se extendió fuera de Salamanca, alcanzando lugares como Galicia. En 1764, se le adjudicó la construcción del Archivo General del Reino de Galicia en Betanzos, en colaboración con el ingeniero militar Feliciano Míguez. Además, colaboró en la restauración de diversas iglesias y asesoró en la construcción de varios edificios religiosos, como la Catedral de Coria tras el terremoto de Lisboa de 1755, evidenciando su prestigio profesional y su impacto en el ámbito arquitectónico.
Trabajó también en proyectos cercanos a Salamanca, colaborando con el arquitecto Agustín de Vargas en el diseño del pórtico de la iglesia parroquial de Santa Elena en Calzada de Valdunciel. Fue requerido con frecuencia para la restauración de diversas iglesias, como San Millán y San Blas, y para tareas de inspección y evaluación en proyectos religiosos de la ciudad y la región.

## Legado e influencia
La Plaza Mayor de Salamanca, uno de sus logros arquitectónicos más emblemáticos, sigue siendo un centro vital de la vida social y cultural salmantina. El diseño, iniciado por Churriguera y completado por García de Quiñones, se distingue por su armonía y proporciones barrocas, con medallones y decoraciones que simbolizan figuras históricas y culturales. Este modelo de plaza inspiró la creación de otros espacios similares en España y América, incluyendo la famosa Plaza Mayor de Madrid.
El estilo de García de Quiñones se caracteriza por una ornamentación compleja y monumental, con influencias del rococó francés y una sobriedad simétrica que aporta equilibrio a sus construcciones. Además de la Plaza Mayor, su legado se extiende a edificaciones emblemáticas como La Clerecía, cuyo diseño enriqueció con elementos innovadores para la época. Su trabajo consolidó el estilo barroco en la arquitectura urbana de Salamanca y estableció un modelo arquitectónico que perdura como símbolo cultural en la ciudad y fuera de ella.